# Geranomyia fumimarginata
Geranomyia fumimarginata är en tvåvingeart. Geranomyia fumimarginata ingår i släktet Geranomyia och familjen småharkrankar.

## Underarter
Arten delas in i följande underarter:
- G. f. fumimarginata
- G. f. vaciva